# 3145 Walter Adams
3145 Walter Adams è un asteroide della fascia principale. Scoperto nel 1955, presenta un'orbita caratterizzata da un semiasse maggiore pari a 2,1922248 UA e da un'eccentricità di 0,2360933, inclinata di 5,03444° rispetto all'eclittica.
L'asteroide è dedicato all'astronomo statunitense Walter S. Adams.